# Yetialtica besucheti
Yetialtica besucheti es una especie de insecto coleóptero de la familia Chrysomelidae. Fue descrita en 1991 por Doberl.